# 江口城
江口城（えぐちじょう）は、大阪府大阪市東淀川区の旧江口村周辺にあったとされる日本の城。

## 概要
江口の戦いで有名な江口城であるが、沿革、城郭や正確な場所については不明な点が多い。東淀川区史によると築城主は三好政長で、江口の戦い以前も築城されていたのかは不明である。この戦いが終わった後に三好長慶の手に渡り、その後中川重清（中川清秀の父）が城主となったようである。明治時代初期に執筆されたと思われる『東摂城址図誌』によると、安永5年（1776年）の正月に江口村が火災にあい記録が消滅してしまったと記載され、詳しい資料はほとんど残っていない。廃城に関しては不明である。
城郭に関しては、東淀川区史によると旧厳島神社（厳島神社は明治42年（1909年）6月大隅神社に合祀されている）周辺もしくは旧田中邸が想定されるとしている。また『東摂城址図誌』では広域に江口村を想定している。この地域は明治時代迄に江口村という集落があったが、今の地形とは大きく異なる。これは明治22年（1889年）の近代の淀川改修事業で淀川の流域が大きく変化したためである。北側を流れる神崎川は現在よりも川幅が広く、東南を流れる淀川は逆に狭かったと思われる。江口村はこの三方向を川に挟まれるデルタ地帯で、『東摂城址図誌』の絵図によると、この神崎川の南一帯に江口村があり村の中には堀もしくは川の支流のようものが記載されている。しかしこの絵図にも同地域の大部分はすでに宅地、耕地化されており当時よりすでに城跡をしのばせるものは少なかったと思われている。
唯一、城内にあったと伝承されている「江口」と記載された狛犬が大隅神社に移築されている。

## 大隅神社へのアクセス
- 電車でのアクセス
  - 瑞光四丁目駅（Osaka Metro今里筋線）徒歩約10分
- 車でのアクセス
  - 阪神高速道路12号守口線守口出入口→国道1号→国道479号→大阪府道16号
  - 境内に参拝者用有料駐車場あり